# لوتشيليو فانيني
لوتشيليو فانيني (بالإيطالية: Giulio Cesare Vanini )‏ (و. 1585 – 1619 م) هو فيلسوف، وطبيب، وعالم طبيعة، ومنجّم إيطالي، ولد في تاوريزانو، توفي في تولوز، عن عمر يناهز 34 عاماً، بسبب إعدام حرقا.